# Dan Ferreira
Danilo Santos Ferreira (Salvador, 2 de dezembro de 1991), mais conhecido como Dan Ferreira, é um ator, cantor e compositor brasileiro. Em seus primeiros trabalhos, foi creditado como Danilo Ferreira.
Ganhou notoriedade em 2018 ao interpretar o professor de capoeira Acácio em Segundo Sol, novela de João Emanuel Carneiro para a Rede Globo.

## Biografia
Danilo Santos Ferreira nasceu em Salvador, capital da Bahia, no dia 2 de dezembro de 1991. Seu pai era militar, o que fez se mudar de cidade ainda pequeno para o Rio de Janeiro. Tem dois irmãos chamados Breno (também ator) e Lucas. Faz questão de celebrar suas raízes, sempre voltando para a Bahia em fim de ano para visitar os avós.
Chegou ao Rio em 2010, assim como o também ator Danilo Mesquita. Em 2013 começou a dividir um apartamento com Mesquita, onde também morava a atriz Jéssica Ellen, que viria a ser noiva de Ferreira.

## Carreira
Sua estreia na televisão foi em Malhação: Intensa como a Vida, no papel de Zé. Em 2014 vive o bondoso Mathias em Geração Brasil, irmão de criação de Davi (Humberto Carrão) e filho de Rita (Gisele Froés) e Dante (Nando Cunha). No ano seguinte atua em A Regra do Jogo, de João Emanuel Carneiro, como o mototaxista Iraque, que trabalhava no Morro da Macaca, favela fictícia que dava morada para maioria dos personagens da novela. Ele acaba se envolvendo com Luana (Giovanna Lancellotti), além de ter tido um rápido affair com Domingas (Maeve Jinkings).
Em A Lei do Amor, novela de Maria Adelaide Amaral e Vincent Villari de 2016, interpreta o barman Zelito. O personagem dividia um apartamento com Flávia e Isabela, interpretadas por Maria Flor e Alice Wegmann, respectivamente, e acaba sendo assassinado por Tião, papel de José Mayer.  Em 2018 tem papel de destaque na novela Segundo Sol — sua segunda parceria com Carneiro —, como Acácio. Rapaz alegre e bom caráter, dá aulas de capoeira. Fundou junto com alguns colegas uma ocupação num casarão que está abandonado há mais de vinte anos, tornando-se uma espécie de líder informal do lugar. É apaixonado por Manu (Luisa Arraes), e é quem segura a onda da namorada nos momentos mais difíceis.
Em 2019 ele atua em Amor de Mãe como o policial Wesley, melhor amigo de Magno (Juliano Cazarré) e marido de Penha (Clarissa Pinheiro), que matinha um relacionamento amoroso com a inspetora Miriam (Ana Flavia Cavalcanti). É um policial incorruptível e tem orgulho da farda, apesar de não concordar com muitas situações que presencia na corporação. O personagem acaba sendo assassinado pelo policial Belizário (Tuca Andrada), quando esse percebe que Wesley estava atrapalhando seus planos.
Dedicado ao cinema, em 2021 da a vida ao jovem Pixinguinha em sua cinebiografia: Pixinguinha, Um Homem Carinhoso. Em 2022 participa dos filmes Medida Provisória, Alemão 2 e A Porta ao Lado. Na mesma época, entra no elenco da série Vicky e a Musa, para a Globoplay em parceria com a Gloob, no filme da Netflix Amor à Distância, na série para a Star+ How To Be a Carioca e no filme biográfico Meu Nome É Gal, onde viverá o cantor Gilberto Gil, amigo de Gal Costa.

## Vida pessoal
É amigo de longa data do ator Danilo Mesquita — com quem atuou em Sobre Nossas Cabeças e Segundo Sol — já tendo dividido um apartamento com o colega.
Durante as gravações de Malhação: Intensa como a Vida, Dan conheceu a atriz Jéssica Ellen, com quem também atuaria em Geração Brasil e Amor de Mãe. Em dezembro de 2021, os atores noivaram e em maio do ano seguinte confirmaram estar esperando o primeiro filho. Em 4 de dezembro foi anunciado, via as redes sociais dos atores, o nascimento de Máli Dayo, filho do casal. O casamento terminou em 2024, um ano e cinco meses após a chegada de Máli.
Em fevereiro de 2019, foi diagnosticado com a Síndrome de Guillain-Barré, sendo internado em Salvador. No ano anterior, o par romântico de seu personagem em Segundo Sol foi diagnosticada com a doença. Em abril do mesmo ano o ator já havia se recuperado.

## Filmografia

### Televisão
| Ano       | Título                        | Personagem           | Notas                                    |
| --------- | ----------------------------- | -------------------- | ---------------------------------------- |
| 2012–2013 | Malhação: Intensa como a Vida | José (Zé)            |                                          |
| 2014      | Geração Brasil                | Mathias Ferreira     |                                          |
| 2015–2016 | A Regra do Jogo               | Iraque               |                                          |
| 2016      | A Lei do Amor                 | José Carlos (Zelito) | Episódio: "11 de outubro–28 de novembro" |
| 2018      | Segundo Sol                   | Acácio Pereira       |                                          |
| 2019–2020 | Amor de Mãe                   | Wesley Madureira     | Episódio: "25 de novembro–22 de janeiro" |
| 2023–2024 | Vicky e a Musa                | Jefferson (Jê)       |                                          |
| 2023      | How To Be a Carioca           | Estácio              |                                          |
| 2025      | Maria e o Cangaço             | Curió                |                                          |

### Cinema
| Ano  | Título                          | Personagem                                          | Notas          |
| ---- | ------------------------------- | --------------------------------------------------- | -------------- |
| 2020 | Sobre Nossas Cabeças            | Cícero                                              | Curta-metragem |
| 2021 | Pixinguinha, Um Homem Carinhoso | Alfredo da Rocha Vianna Filho (Pixinguinha) (jovem) |                |
| 2022 | Medida Provisória               | Estudante                                           |                |
| 2022 | Alemão 2                        | Bento                                               |                |
| 2023 | A Porta ao Lado                 | Rafa                                                |                |
| 2023 | Meu Nome É Gal                  | Gilberto Gil                                        |                |
| 2023 | União Instável                  | Alex                                                |                |
| 2025 | Traição entre Amigas            | [ 23 ]                                              |                |

### Videoclipes
| Ano  | Canção            | Álbum                                             | Artista       |
| ---- | ----------------- | ------------------------------------------------- | ------------- |
| 2016 | Você Ainda Pensa? | Eu Vou Fazer Uma Macumba Pra Te Amarrar, Maldito! | Johnny Hooker |

## Teatro

### Peças
| Ano  | Título                       | Diretor      | Ref.  |
| ---- | ---------------------------- | ------------ | ----- |
| 2017 | O Jornal - The Rolling Stone | Lázaro Ramos | [ 3 ] |

## Prêmios e indicações
| Ano  | Prêmio                                          | Categoria                            | Indicação            | Resultado |
| ---- | ----------------------------------------------- | ------------------------------------ | -------------------- | --------- |
| 2020 | Encontro Nacional de Cinema e Vídeo dos Sertões | Melhor Ator de Curta-metragem Ficção | Sobre Nossas Cabeças | Venceu    |
| 2021 | Favera - Festival Audiovisual Vera Cruz         | Melhor Atuação (com Danilo Mesquita) | Sobre Nossas Cabeças | Venceu    |
| 2021 | Festival de Cinema de Rua de Remígio            | Melhor Ator (com Danilo Mesquita)    | Sobre Nossas Cabeças | Venceu    |
| 2022 | Festival de Gramado                             | Melhor Ator                          | A Porta ao Lado      | Indicado  |
| 2024 | Festival Sesc Melhores Filmes                   | Melhor Ator Nacional                 | A Porta ao Lado      | Indicado  |